# Der preisgekrönte Mäusefänger
Der preisgekrönte Mäusefänger ist ein US-amerikanischer animierter Kurzfilm von Chuck Jones aus dem Jahr 1948.

## Handlung
Die Mäuse Hubie und Bertie wollen in eine große Villa einziehen. Beim Blick durchs Fenster sehen sie nicht nur die schlafende Katze Claude Cat, sondern auch deren Trophäenschrank als gefürchteter wie erfolgreicher Mäusejäger. Beide beschließen, die Katze aus dem Haus zu jagen.
Claude Cat wird zunächst von einem durch den Kamin herabgelassenen Bertie mit einem Holzscheit geschlagen, später aufgepumpt und von einer Bulldogge attackiert. Stets kann sich die Katze die Vorkommnisse nicht erklären, entsorgt ihre Flasche Katzenminze und geht erneut schlafen. Es folgen weitere Angriffe unter anderem durch Dynamit. Claude Cat beruhigt sich, indem sie bei Sigmund Freud den richtigen Umgang mit Albträumen nachliest. Hubie und Bertie nageln nun sämtliche Möbel des Raums an die Decke, sodass die Katze glaubt, sie werde verrückt. Sie krallt sich an der Zimmerdecke fest, um wieder „richtig herum“ zu stehen. In anderen Räumen stehen die Möbel jedoch normal, der Blick aus dem Fenster zeigt Claude Cat verdrehte Landschaften und sogar Wasser – die Mäuse halten Gemälde verkehrt herum vor das Fenster und haben ein Aquarium aufgestellt. Claude Cat rennt panisch aus dem Haus. Die Mäuse ziehen ein und braten sich als erstes Käse im Kamin.

## Produktion
Der preisgekrönte Mäusefänger kam am 23. April 1949 als Teil der Warner-Bros.-Trickfilmserie Merrie Melodies in Technicolor in die Kinos. Es war der erste Trickfilm, in dem Hubie und Bertie gemeinsam mit Claude Cat auftraten.

## Synchronisation
| Rolle      | Originalsprecher |
| ---------- | ---------------- |
| Hubie      | Stan Freberg     |
| Bertie     | Mel Blanc        |
| Claude Cat | Mel Blanc        |

## Auszeichnungen
Der preisgekrönte Mäusefänger wurde 1949 für einen Oscar in der Kategorie „Bester animierter Kurzfilm“ nominiert, konnte sich jedoch nicht gegen Tom und ich und Nibbelchen durchsetzen.